# Christophe Keckeis
Christophe Keckeis (* 18. April 1945 in Neuenburg; † 1. Mai 2020; Bürger von Fislisbach, Kanton Aargau) war ein Schweizer Offizier. Er war vom 1. Januar 2004 bis am 31. Dezember 2007 Chef der Schweizer Armee.

## Leben
Keckeis verfügte über einen Hochschulabschluss in Politikwissenschaften (Universität Lausanne, 1976), doch spielte sich sein Berufsleben fast ausschliesslich in der Armee ab. 1966 wurde er Pilot im Überwachungsgeschwader (UeG) und ab 1968 Berufsmilitärpilot bei der Fliegerstaffel 17. 1974 wurde er zum Hauptmann befördert und pilotierte eine Mirage IIIS.
Im März 1977 überlebte er die Kollision zweier Mirage III beim Militärflugplatz Payerne, als durch ein unabgesprochenes und unübliches Manöver bei der Auflösung einer Formation das Fotoflugzeug mit Keckeis an Bord gerammt wurde.
1977 folgte die Generalstabsausbildung. Zu Beginn der 1980er Jahre wurde er als Geschwaderführer zum Major befördert. 1989 übernahm er als Oberst das Kommando des Luftverteidigungsregiments. Zwischen 1985 und 1992 war Keckeis überdies Evaluationspilot für ein neues Kampfflugzeug. 1991 wurde er Kommandant des Überwachungsgeschwaders. Ab 1993 bis 1997 war er Kommandant der Fliegerbrigade im Range eines Brigadiers, 1998–1999 Chef des Stabes des Kommandanten Luftwaffe. Zwischen 2000 und 2002 war er als Divisionär Chef Untergruppe Operationen der Luftwaffe und Stellvertreter des Kommandanten der Luftwaffe.

### Chef der Armee 2003–2007
Keckeis wurde am 30. Oktober 2002 vom Bundesrat zum Generalstabschef gewählt und gleichzeitig als künftiger Chef der Armee und Projektleiter von Armee XXI designiert. Am 1. Januar 2003 übernahm er die Funktion des Generalstabschef und ein Jahr darauf, am 1. Januar 2004, wurde Keckeis der erste Chef der Armee im Rang eines Korpskommandanten. In dieser Funktion kommandierte er die beiden Teilstreitkräfte Heer und Luftwaffe, die Höhere Kaderausbildung der Armee (HKA), die Logistikbasis der Armee (LBA), die Führungsunterstützungsbasis (FUB), den Planungsstab (PST A) sowie den Führungsstab der Armee (FST A). Er war damit eine Art Friedensgeneral, seine Funktion ist mit dem in Kriegszeiten von der Bundesversammlung zu wählenden Oberbefehlshaber der Armee nicht identisch.
Keckeis' grösste Aufgabe bestand in der Umsetzung der Armeereform XXI, die eine Verkleinerung der Mannschaftsstärke und die vermehrte Kooperation mit ausländischen Partnern vorsah. Am 31. Dezember 2007 übergab er dieses Amt seinem Nachfolger Roland Nef.

### Nach 2007
Kurz vor seinem Ausscheiden als Chef der Armee geriet das Verteidigungsdepartement (VBS) wegen der Unterstützung eines Buches mit dem Titel Christophe Keckeis – Die Zukunft der Schweizer Armee mit 100'000 Schweizer Franken Steuergeldern in scharfe Kritik. Die Kosten für die Festschrift wurden schliesslich von einem privaten Gönner übernommen.
Ab 2008  war Keckeis Präsident des Genfer Zentrums für die demokratische Kontrolle der Streitkräfte (Geneva Centre for the Democratic Control of Armed Forces, DCAF). Von 2008 bis 2011 war er im International Advisory Board of the Center of Security, Economics and Technology der Universität St Gallen. Im 2009 war er Militärischer Experte in der Independent International Fact-Finding Mission on the Conflict in Georgia (IIFFMCG). Ab 2009  war er Stiftungsrat des Musée de l’aviation militaire de Payerne.
Bis 2012 war er Fluglehrer CPL (A) im Club Neuchâtelois d’Aviation. Er totalisiert mehr als 5380 Flugstunden. In den Jahren 2011 und 2012 war er für die Sicherheit des Bootes Planet Solar (1st Solar Boat Expedition around the World) verantwortlich.

### Privatleben
Keckeis war verheiratet und Vater zweier Töchter und eines Sohnes. Der Neuenburger starb am 1. Mai 2020 im Alter von 75 Jahren.